# Ronnie Barker
Ronald William George Barker OBE (25 de septiembre de 1929-3 de octubre de 2005), más conocido como Ronnie Barker, fue un actor y humorista inglés, conocido sobre todo por su papel de Norman Stanley Fletcher en la serie humorística televisiva británica Porridge, así como por su intervención en la serie The Two Ronnies y por su caracterización como Albert Arkwright en la producción televisiva Open All Hours.

## Inicios
Barker nació en Bedford, Inglaterra. Tenía dos herrmanas, Vera y Eileen. Cuando Barker tenía dos años la familia se mudó a Oxford, por el traslado de su padre, un empleado de Royal Dutch Shell. 
Empezó escribiendo piezas de teatro para su familia y para sus vecinos, y a menudo acudía a The Oxford Playhouse, compañía local de teatro de repertorio, soñando con la fama. Barker estudió en la City of Oxford High School for Boys, en Oxford, y a los dieciséis años empezó a trabajar como empleado de banca, aunque continuaba su afición por el teatro. Escribió a la Compañía de Repertorio de Aylesbury en 1948, comenzando su carrera en el mundo del espectáculo. Barker entró después en el Teatro Oxford Playhouse, trabajando bajo la dirección de Frank Shelley como actor y tramoyista. Ambos actuaron en la obra de Ben Travers A Cuckoo in the Nest y, posteriormente, en diversos locales y papeles.

## Éxito

### Carrera inicial
Trabajó como actor y ayudante del director de escena en la Compañía de Repertorio de Mánchester, pero sir Peter Hall lo descubrió pronto y le dio un papel en el circuito teatral del West End londinense. 
Su primera actuación radiofónica llegó en 1956. Interpretó varios papeles menores en la sitcom de BBC Radio 2 The Navy Lark. Más adelante participó en Lines From My Grandfather's Forehead, un show de BBC Radio 4. 
También actuó en los filmes Father Came Too! y The Bargee. En televisión escribió y protagonizó muchas sátiras en The Frost Report, destacando una serie de tríos que llevó a cabo junto a Ronnie Corbett y John Cleese. Entre 1961 y 1963 protagonizó las tres temporadas de Faces of Jim. También trabajó, junto a David Jason, en la sitcom de 1969 de la LWT/Independent Television (ITV) Hark at Barker.

### The Two Ronnies
Su número televisivo en la BBC, junto a Ronnie Corbett, en el programa The Two Ronnies, duró desde 1971 a 1987. Además de escenas humorísticas, Barker y Corbett interpretaban números musicales. El programa se convirtió en uno de los shows humorísticos de mayor éxito de la televisión británica, con momentos en los que alcanzó los 22 millones de espectadores.

### Seven of One:PorridgeyOpen All Hours
Porridge se mantuvo tres temporadas, y se hicieron dos especiales navideños y una película, producida en 1979. A todo ello siguió un spin-off, la sitcom Going Straight, la cual, aunque no tan popular como Porridge, ganó premios BAFTA. El primero coincidió con el fallecimiento de unos de los protagonistas de la serie, Richard Beckinsale. El episodio piloto de Open All Hours se emitió en marzo de 1973, y se mantuvo cuatro temporadas, entre febrero de 1976 y octubre de 1985.

### Gerald Wiley y otros seudónimos
Barker fue también un buen guionista de comedias. Escribió muchos de los sketches y canciones de The Two Ronnies, y contribuyó con material a otros varios programas televisivos y de radio—a menudo bajo diferentes nombres. Un típico ejemplo es el sketch Nothing's Too Much Trouble. Muchas de las contribuciones a The Two Ronnies eran obra de un misterioso guionista llamado Gerald Wiley, al que nadie conocía, pero que había escrito para el programa Frost on Sunday. Su estatus como recluso se hizo bien conocido en el círculo de guionistas de comedia, hasta el punto de que casi era un reto descubrir su identidad. 
También escribió un capítulo de Hark at Barker bajo el nombre de Jonathan Cobbald y de Clarence bajo el seudónimo de Bob Ferris. Otros de sus guiones fue para los programas 7 of 1, con el nombre de Jack Goetz, y The Picnic, como David Huggett.
Otros de sus trabajos son los filmes A Home of Your Own (1964), Futtock's End (1970), The Picnic (1975) y By the Sea (1982), la sit-com His Lordship Entertains, y las obras teatrales Rub A Dub Dub y Mum, así como el LP A Pint of Old and Filthy. Hizo pocos papeles serios, uno de ellos, aunque con un toque humorístico, en el episodio The Hidden Tiger, de la serie de  los años sesenta Los Vengadores, y otro el del Fraile Tuck en Robin y Marian.

### Retiro y reapariciones
En febrero de 1988, tras el especial navideño de The Two Ronnies y la emisión de Clarence, Barker intervino en el show Wogan, donde anunció su intención de retirarse del mundo del espectáculo, afirmando que ya no tenía más ambiciones. Tras esto explicó que abriría una tienda de antigüedades en Oxfordshire, la cual vendió en el año 2000.
En 1999 se reunió con Ronnie Corbett para presentar un programa de la BBC sobre The Two Ronnies, y en el que aparecía una selección de sus mejores números. En 2002 actuó como mayordomo de Winston Churchill—un papel "serio", aunque con matices humorísticos— en el drama de la BBC The Gathering Storm. A ello siguió un papel en el film My House in Umbria en 2003. Ese mismo año retomó brevemente su papel de Norman Stanley Fletcher en la parodia documental Life Beyond the Box: Norman Stanley Fletcher. En 2004 recibió un premio BAFTA especial.
En 2005 se reunió con Ronnie Corbett para grabar The Two Ronnies Sketchbook, un programa con sus viejos números, así como con nuevas grabaciones, que se emitió en marzo y abril de 2005.
El 5 de julio de 2005 rodó otro especial, The Two Ronnies Christmas Sketchbook, que fue su última actuación televisiva, y que hubo de adelantar su grabación a causa de la enfermedad del artista. 

## Vida personal
Ronnie Barker se casó con Joy Tubb el 8 de julio de 1957, y tuvo tres hijos: los actores Larry Barker (1960), Adam Barker (1967) y Charlotte Barker (1963). Se retiró a Dean, un pueblo cercano a Chipping Norton, en Oxfordshire, en 1987, a fin de dirigir una tienda de antigüedades. Falleció en un hospicio a causa de un fallo cardiaco el 3 de octubre de 2005, a los 76 años de edad.
Tras un funeral privado en Banbury, se celebró una ceremonia pública el 3 de marzo de 2006 en la abadía de Westminster, en la cual leyeron Josephine Tewson, Peter Kay, Richard Briers y Ronnie Corbett. Sus restos fueron incinerados.
Su vida y su trabajo fueron recompensados con un premio BAFTA en 2006.

## Actuaciones de Barker
| Año       | Título                                | Papel                    | Observaciones                                                                                           |
| --------- | ------------------------------------- | ------------------------ | --- |
| 1956      | I’m Not Bothered                      | Pequeño papel            | Episodio 1.8                                                                                            |
| 1958      | Wonderful Things                      | Sin créditos             | |
| 1961      | The Seven Faces of Jim                | Varios                   | Actuó en un episodio                                                                                    |
| 1962      | Benny Hill                            | Chef                     | Actuó en un episodio                                                                                    |
| 1962      | ITV Play of the Week                  | Bundles                  | Actuó en un episodio                                                                                    |
| 1962      | Drama 61-67                           | Harrison                 | Actuó en un episodio                                                                                    |
| 1962      | Kill or Cure                          | Burton                   | |
| 1962      | Six More Faces of Jim                 | Varios                   | Actuó en un episodio                                                                                    |
| 1963      | It’s A Square World                   | Varios                   | También intervino en el episodio piloto en 1960.                                                        |
| 1963      | The Cracksman                         | Yossle                   | |
| 1963      | Doctor in Distress                    | Hombre                   | Sin créditos                                                                                            |
| 1963      | More Faces of Jim                     | Coronel Sanderson        | Actuó en seis episodios                                                                                 |
| 1964      | A Home of Your Own                    | Hormigonero              | |
| 1964      | Father Came Too!                      | Josh                     | |
| 1964      | How to be an Alien                    | Voz                      | Voz de los seis episodios                                                                               |
| 1964      | Sykes and A...                        | Desconocido              | Actuó en un episodio                                                                                    |
| 1964      | The Bargee                            | Ronnie                   | |
| 1964      | As Bold as Brass                      | Mr. Oakroyd              | Actuó en cuatro episodios                                                                               |
| 1965      | Runaway Railway                       | Mr. Galore               | |
| 1965      | Armchair Theatre                      | Desconocido              | Actuó en un episodio                                                                                    |
| 1965      | The Walrus and the Carpenter          | Desconocido              | Actuó en un episodio                                                                                    |
| 1965      | Gaslight Theatre                      | Varios                   | |
| 1965      | Theatre 625                           | Crowther Rimington       | |
| 1966-1967 | The Frost Report                      | Varios                   | |
| 1966      | Foreign Affairs                       | Grischa Petrovich        | |
| 1966      | The Saint                             | Alphonse                 | Actuó en un episodio                                                                                    |
| 1967      | The Gamblers                          | Desconocido              | Actuó en un episodio                                                                                    |
| 1967      | Before the Fringe                     | Desconocido              | |
| 1967      | Los Vengadores                        | Edwin Cheshire           | Actuó en un episodio                                                                                    |
| 1967      | The Man Outside                       | George Venaxas           | |
| 1968      | A Ghost of a Chance                   | Mr. Prendergast          | |
| 1968      | The Ronnie Barker Playhouse           | Varios                   | Seis episodios                                                                                          |
| 1968      | Tickertape                            | Voz                      | Voz en un episodio                                                                                      |
| 1969      | Two Off the Cuff                      | Voz                      | |
| 1969-1975 | BBC Play of the Month                 | Varios                   | Actuó en tres episodios                                                                                 |
| 1969-1970 | Hark at Barker                        | Lord Rustless            | Quince episodios; junto a David Jason.                                                                  |
| 1970      | Frost on Sunday                       | Comediante               | Actuó en el episodio 2.1                                                                                |
| 1970      | Futtock's End                         | Gen. Futtock             | Telefilm mudo; la única ocasión en que los créditos del guion llevaban su nombre en vez de un seudónimo |
| 1970      | Wiltons – The Handsomest Hall in Town | Intérprete de Music Hall | |
| 1971      | Six Dates with Barker                 | Varios                   | Seis episodios                                                                                          |
| 1971      | The Ronnie Barker Yearbook            | Varios                   | |
| 1971      | Ronnie Corbett in Bed                 | Varios                   | |
| 1971      | The Magnificent Seven Deadly Sins     | Invitado                 | Actuó en el segmento ‘Sloth’                                                                            |
| 1971-1987 | The Two Ronnies                       | Varios                   | |
| 1972      | His Lordship Entertains               | Lord Rustless            | |
| 1972      | A Christmas Night with the Stars      | Él mismo                 | Actuó en un episodio                                                                                    |
| 1973      | Seven of One                          | Varios                   | Contenía los pilotos de Open All Hours y Porridge                                                       |
| 1974      | Comedy Playhouse                      | Varios                   | Actuó en dos episodios                                                                                  |
| 1974-1977 | Porridge                              | Fletcher                 | Veinte episodios                                                                                        |
| 1975      | The Picnic                            | El General               | |
| 1976-1985 | Open All Hours                        | Arkwright                | Piloto emitido en 1973                                                                                  |
| 1976      | Robin y Marian                        | Fraile Tuck              | |
| 1978      | Going Straight                        | Fletcher                 | Spin-off de Porridge                                                                                    |
| 1979-1987 | The Two Ronnies in Australia          | Varios                   | |
| 1982      | By The Sea                            | El General               | Continuación de The Picnic                                                                              |
| 1984      | The Magnificent Evans                 | Plantagenet Evans        | Seis episodios                                                                                          |
| 1988      | Clarence                              | Clarence Sale            | Seis episodios                                                                                          |
| 2002      | The Gathering Storm                   | David Inches             | |
| 2003      | My House in Umbria                    | El General               | |
| 2003      | Life Beyond the Box                   | Fletcher                 | |
| 2005      | The Two Ronnies Sketchbook            | Varios                   | |